# 王咬巴里
王咬巴里（?—?），新罗女性人物，她是金酌珍的妻子，阿慈介（金元善）的母亲，甄萱的祖母。
根据《三国遗事》，後百濟国王甄萱祖上出自新罗王族。新羅第二十四代国王真興王的王妃，是諡號为白駥夫人的思刀。她的第三个儿子是仇輪公，仇輪公的儿子是波珍湌（真骨第四等）善品公。善品公的儿子是角干（真骨第一等）金酌珍。金酌珍娶王咬巴里为妻。生下儿子角干金元善，金元善就是甄萱的父亲阿慈介。《三国史记》完全没有提到阿慈介出自新罗王族的事情，而且真興王死于576年，金善品也是7世纪前期的人物，而阿慈介、甄萱活跃在9世纪末、10世纪前期。三百多年仅仅繁衍祖孙三代基本是没有可能。甄萱出自新罗王族很可能是野史的附会之辞。